# A me la libertà!
A me la libertà! (À nous la liberté) è un film del 1931 diretto da René Clair.

## Riconoscimenti
Alla prima edizione della Mostra del cinema di Venezia, ottenne un riconoscimento non ufficiale come film più divertente.
Nel 1932 fu indicato tra i migliori film stranieri dell'anno dal National Board of Review of Motion Pictures.

## Trama
Due amici detenuti, Emilio e Luigi, cercano di evadere. Luigi ci riesce grazie a Emilio, che crea un diversivo e svia l'attenzione degli inseguitori. Fuori, Luigi trova un lavoro e diventa commerciante di dischi per i fonografi. Mette su una piccola azienda. Il commercio prospera: con il tempo, la sua impresa diventa sempre più grande e importante. Emilio, uscito di galera, senza un lavoro, disoccupato, vagabonda per strada, prende il sole... Un giorno, vede Giovanna, la nipote del contabile dell'azienda di proprietà di Luigi e se ne innamora. La segue fino alla fabbrica dove, suo malgrado, viene assunto. I due vecchi amici si ritrovano uno davanti all'altro. Il lavoro in fabbrica è sempre più disumano, privilegiando l'automatismo: gli uomini devono comportarsi come macchine. Luigi crede che il vecchio amico lo ricatti, poi scopre che il ricattatore è un altro malavitoso. Decide di regalare la fabbrica ai suoi operai e se ne va a fare il vagabondo insieme al vecchio amico.

## Produzione
Prodotto dalla Films Sonores Tobis.

## Distribuzione
Il film fu distribuito in Francia dalla Films Sonores Tobis, uscendo il 18 dicembre 1931. In Italia venne presentato alla 1ª Mostra internazionale d'arte cinematografica di Venezia il 6 agosto 1932, e distribuito nelle sale in ottobre dalla Cines-Pittaluga.

### Data di uscita
- Francia: 18 dicembre 1931
- Stati Uniti d'America: 31 dicembre 1931; 6 ottobre 1954 (riedizione)
- Italia: 6 agosto 1932 (Mostra di Venezia)
- Germania Ovest: 31 ottobre 1958
- Finlandia: 29 giugno 1983 (prima TV)

### Titoli
- À nous la liberté	Francia (titolo originale) / Stati Uniti d'America
- Es lebe die Freiheit Austria / Belgio (titolo tedesco) / Germania / Svizzera (titolo svizzero-tedesco)
- Éljen a szabadság!: Ungheria
- A Nós a Liberdade: Brasile
- A me la libertà: Italia
- Agapi, gelio, xenoiasia: Grecia
- Kaksi onnellista sydäntä: Finlandia (titolo TV)
- Meidän vapaus: Finlandia (cinema)
- Niech zyje wolnosc: Polonia
- Två lyckliga hjärtan: Svezia
- Viva la libertad: Spagna
- Volem la llibertat: Spagna (titolo in catalano)

## Edizione italiana
L'edizione italiana venne modificata dalla censura a partire dal titolo, in cui il noi venne trasformato in me così da strapparlo da intonazioni di carattere rivoluzionario. Venne inoltre "sforbiciato" di 15 minuti dall'edizione originale; in particolare vennero eliminate, nel finale, le scene nelle quali, mentre le macchine producono automaticamente i grammofoni, gli operai giuocano, bevono, pescano e danzano. I dialoghi vennero curati da Alessandro De Stefani, la direzione artistica (doppiaggio) da Mario Almirante. Rappresenta uno dei primi film doppiati in Italia, nel neonato stabilimento di doppiaggio della Cines-Pittaluga a Roma.

## Critica
(Mario Gromo, La Stampa, 8 ottobre 1932)

## Controversie
Nel 1937, il Ministro della Propaganda nazista Joseph Goebbels, controllante della casa di produzione Sonores Tobis, produttrice del film, mosse causa per plagio contro la United Artists, a riguardo del film Tempi moderni del 1936, in quanto secondo lui venne copiata la scena della catena di montaggio. In realtà, la causa fu montata solo per arrecare danno a Charlie Chaplin, ma René Clair si dissociò, con conseguente annullamento della procedura; il regista si dichiarò persino onorato per lo spunto di Chaplin preso dal suo film. Clair, come da sua abitudine, eliminò dal montaggio due scene per un totale di 7 minuti (c'è chi sostiene 10); ufficialmente per accorciare la durata, ma in realtà per non dare adito a situazioni controverse che avrebbero danneggiato la pellicola: 1) Quella del campo di grano davanti alla fabbrica ormai meccanizzata, che vede l'operaio nel sonno, poi sveglio e pronto a cantare mentre raccoglie un fiore, subito preso da due guardie. 2) La lunga bolgia nel parco, con durata ininterrotta di circa 5 minuti. Le due sequenze furono poi nuovamente inserite dallo stesso Clair nella riedizione del 1952.